# Вест-Мінерал (Канзас)
Вест-Мінерал (англ. West Mineral) — місто (англ. city) в США, в окрузі Черокі штату Канзас. Населення — 154 особи (2020).

## Географія
Вест-Мінерал розташований за координатами 37°17′2″ пн. ш. 94°55′37″ зх. д. / 37.28389° пн. ш. 94.92694° зх. д. (37.283886, -94.926858).  За даними Бюро перепису населення США в 2010 році місто мало площу 0,87 км², уся площа — суходіл.

## Демографія
Згідно з переписом 2010 року, у місті мешкало 185 осіб у 81 домогосподарстві у складі 49 родин. Густота населення становила 213 особи/км².  Було 95 помешкань (110/км²).
Расовий склад населення:
| - 93,5 % — білих - 1,6 % — корінних американців |

До двох чи більше рас належало 4,9 %. Частка іспаномовних становила 2,2 % від усіх жителів.
За віковим діапазоном населення розподілялося таким чином: 23,8 % — особи молодші 18 років, 60,5 % — особи у віці 18—64 років, 15,7 % — особи у віці 65 років та старші. Медіана віку мешканця становила 40,1 року. На 100 осіб жіночої статі у місті припадало 96,8 чоловіків;  на 100 жінок у віці від 18 років та старших — 107,4 чоловіків також старших 18 років.
Середній дохід на одне домашнє господарство  становив 39 296 доларів США (медіана — 34 167), а середній дохід на одну сім'ю — 44 081 долар (медіана — 43 333). За межею бідності перебувало 30,1 % осіб, у тому числі 59,6 % дітей у віці до 18 років та 0,0 % осіб у віці 65 років та старших.
Цивільне працевлаштоване населення становило 105 осіб. Основні галузі зайнятості: виробництво — 32,4 %, освіта, охорона здоров'я та соціальна допомога — 24,8 %, будівництво — 16,2 %, роздрібна торгівля — 8,6 %.